# Benjamin Schlein

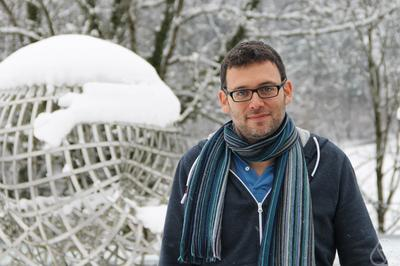
Benjamin Schlein (2017)

Benjamin Schlein (* 28. Mai 1975 in Lugano, Schweiz) ist ein italienisch-US-amerikanischer Mathematiker, der sich mit mathematischer Physik befasst.

## Leben
Schlein studierte theoretische Physik an der ETH Zürich mit dem Diplom 1999 und wurde dort 2002 bei Jürg Fröhlich promoviert. Als Post-Doktorand war er Courant Instructor am Courant Institute der New York University und an der Stanford University und Harvard University. Im Jahr 2006 wurde er Assistant Professor an der University of California, Davis, war zwischen den Jahren 2007 und 2008 an der Ludwig-Maximilians-Universität München und 2007 bis 2010 Lecturer an der Universität Cambridge. Im Jahr 2010 wurde er Hausdorff-Professor an der Universität Bonn und im Jahr 2014 Professor an der Universität Zürich.
Er befasst sich unter anderem mit:
- Ableitung von Evolutionsgleichungen aus der mikroskopischen quantenmechanischen Vielteilchentheorie, zum Beispiel der Gross-Pitaevskii-Gleichung bei Bose-Einstein-Kondensaten und die nichtlineare Hartree-Gleichung in der Molekularfeldnäherung.
- Zufallsmatrizen, insbesondere Wigner-Matrizen[2], für die er 2010 mit Kollegen wie Terence Tao Universalität bewies. Außerdem leitete er die Gültigkeit des Wignerschen Halbkreis-Gesetzes der Verteilung der Eigenwerte ab für kleinste Skalen.
- Lieb-Robinson-Schranken für die Zeitentwicklung anharmonischer Gittersysteme. Sie stellen die Lokalität der Dynamik sicher, indem sie obere Schranken für die Ausbreitungsgeschwindigkeit von Informationen im System liefern.
- Beweis Asymptotischer Vollständigkeit in der Streutheorie nichtrelativistischer geladener Teilchen mit Photonen (Compton-Streuung).

Er ist eingeladener Sprecher auf dem Internationalen Mathematikerkongress 2018 in Rio de Janeiro (Bogoliubov excitation spectrum for Bose-Einstein condensates). 2006 erhielt er den Sofja Kovalevskaja-Preis und 2009 einen ERC Starting Grant und den Preis für Mathematische Physik der IUPAP für junge Wissenschaftler.
Er hat die italienische und US-amerikanische Staatsbürgerschaft. Die italienische Politikerin Elly Schlein (2014–19 Mitglied des Europäischen Parlaments und heute Parteivorsitzende der italienischen Partito Democratico) ist seine jüngere Schwester.

## Schriften (Auswahl)
- mit Laszlo Erdös, Horng-Tzer Yau: Wegner estimate and level repulsion for Wigner random matrices. In: International Mathematics Research Notices. Band 2010, Nr. 3, 2010, S. 436–479, doi:10.1093/imrn/rnp136.
- mit Laszlo Erdös, Horng-Tzer Yau: Derivation of the Gross-Pitaevskii equation for the dynamics of Bose-Einstein condensate. In: Annals of Mathematics. Band 172, Nr. 1, 2010, S. 291–370, JSTOR:20752271.
- mit Laszlo Erdös, José Ramírez, Terence Tao, Van H. Vu, Horng-Tzer Yau: Bulk universality for Wigner hermitian matrices with subexponential decay. In: Mathematical Research Letters. Band 17, Nr. 4, 2010, S. 667–674, doi:10.4310/MRL.2010.v17.n4.a7.
- mit Igor Rodnianski: Quantum fluctuations and rate of convergence towards mean field dynamics. In: Communications in Mathematical Physics. Band 291, Nr. 1, 2009, S. 31–61, doi:10.1007/s00220-009-0867-4.
- mit Bruno Nachtergaele, Hillel Raz, Robert Sims: Lieb-robinson bounds for harmonic and anharmonic lattice systems. In: Communications in Mathematical Physics. Band 286, Nr. 3, 2009, S. 1073–1098, doi:10.1007/s00220-008-0630-2.
- mit Laszlo Erdös, Horng-Tzer Yau: Rigorous derivation of the Gross-Pitaevskii equation with a large interaction potential. In: Journal of the American Mathematical Society. Band 22, Nr. 4, 2009, S. 1099–1156, doi:10.1090/S0894-0347-09-00635-3.
- mit Laszlo Erdös, Horng-Tzer Yau: Derivation of the cubic non-linear Schrödinger equation from quantum dynamics of many-body systems. In: Inventiones Mathematicae. Band 167, Nr. 3, 2007, S. 515–614, doi:10.1007/s00222-006-0022-1.
- mit Jürg Fröhlich, Marcel Griesemer: Asymptotic completeness for Compton scattering. In: Communications in Mathematical Physics. Band 252, Nr. 1/3, 2004, S. 415–476, doi:10.1007/s00220-004-1180-x.